# لیگ برتر والیبال پرو
لیگ برتر ملی والیبال پرو یا لیگ برتر والیبال پرو (به پرتغالی: Liga Nacional Superior de Voleibol)، یک لیگ حرفه‌ای والیبال است. لیگ برتر ملی بالاترین سطح مسابقات باشگاهی والیبال در پرو در بخش زنان و مردان است.